# Liste der Mitglieder des US-Repräsentantenhauses aus Montana
Diese Liste führt alle Politiker auf, die seit 1864 für Montana dem Repräsentantenhaus der Vereinigten Staaten angehört haben.

## Montana-Territorium (1864–1889)
Das Montana-Territorium entsandte in der Zeit von 1864 bis 1889 sechs Kongressabgeordnete:
| Name                    | Amtszeit  | Partei       | Lebensdaten                           |
| ----------------------- | --------- | ------------ | ------------------------------------- |
| Samuel McLean           | 1864–1867 | Demokrat     | 7. August 1826 – 16. Juli 1877        |
| James Michael Cavanaugh | 1867–1871 | Demokrat     | 4. Juli 1823 – 30. Oktober 1879       |
| William Horace Clagett  | 1871–1873 | Republikaner | 21. September 1838 – 3. August 1901   |
| Martin Maginnis         | 1873–1885 | Demokrat     | 27. Oktober 1841 – 27. März 1919      |
| Joseph Kemp Toole       | 1885–1889 | Demokrat     | 12. Mai 1851 – 11. März 1929          |
| Thomas Henry Carter     | 1889      | Republikaner | 30. Oktober 1854 – 17. September 1911 |

## Bundesstaat Montana (seit 1889)

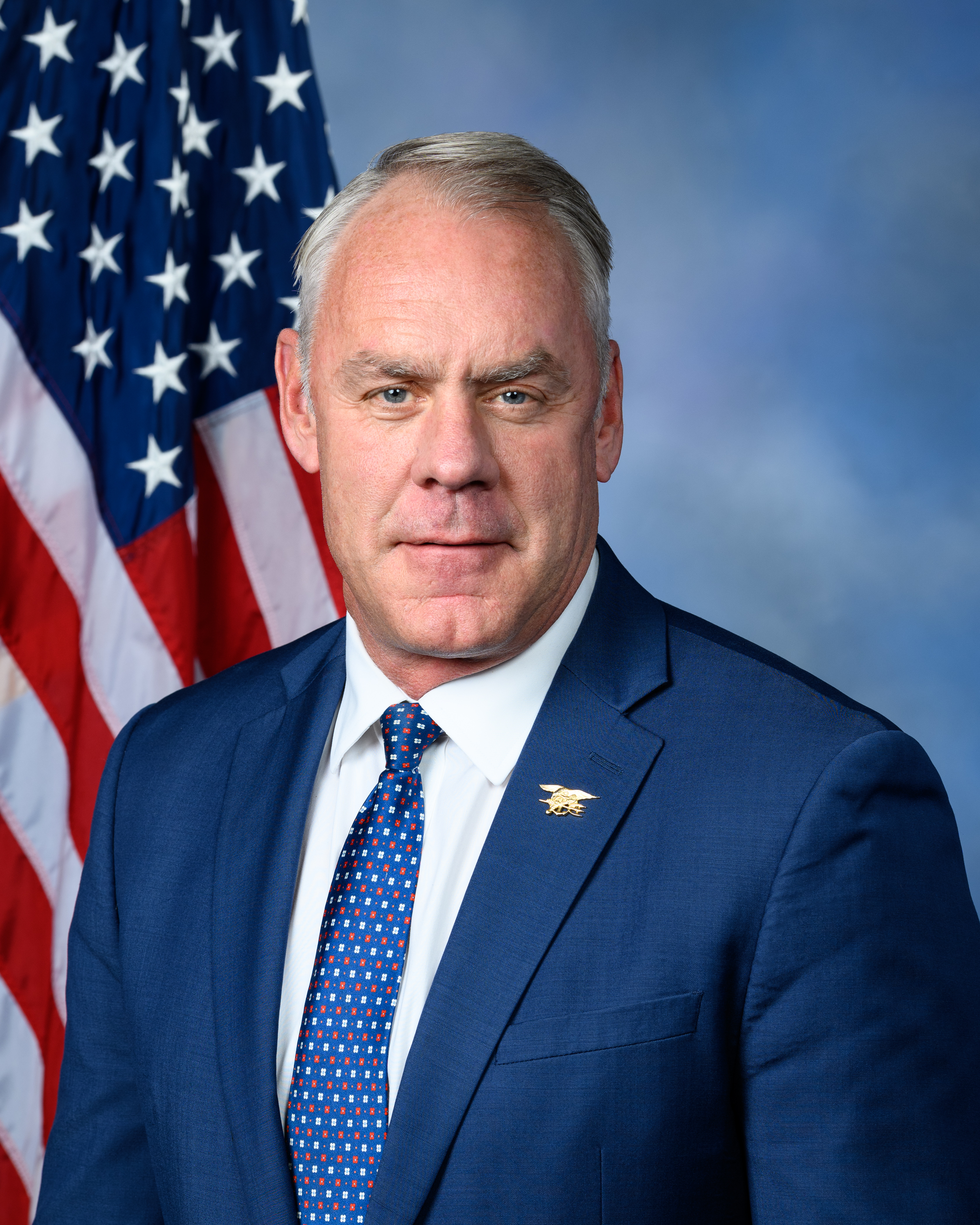
Ryan Zinke, derzeitiger Vertreter des ersten Kongresswahlbezirks von Montana

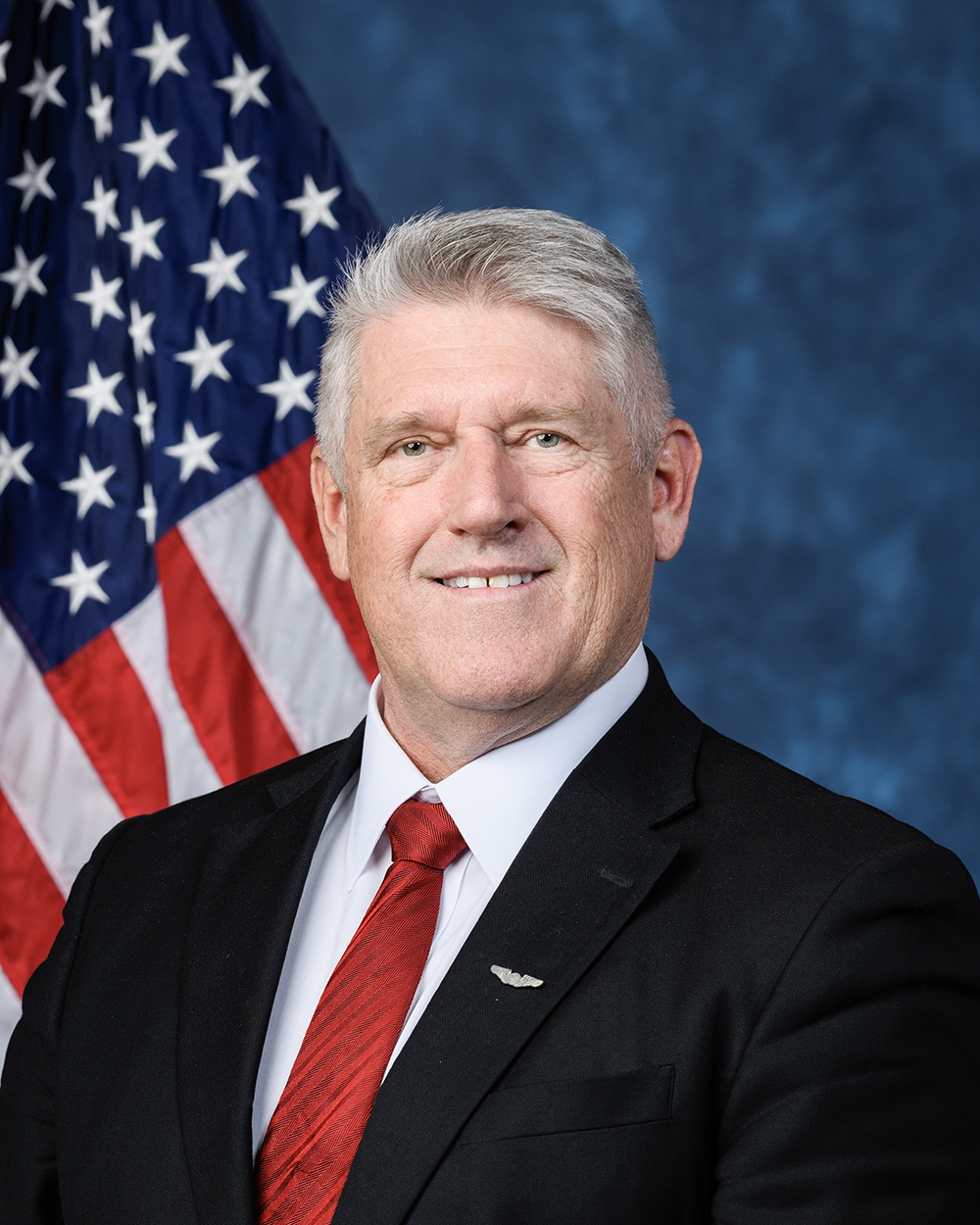
Troy Downing, derzeitiger Vertreter des zweiten Kongresswahlbezirks von Montana

### 1. Distrikt
Der 1. Distrikt entsandte ab 1889 bislang folgende Kongressabgeordnete:
| Name                         | Amtszeit  | Partei       | Lebensdaten                            |
| ---------------------------- | --------- | ------------ | -------------------------------------- |
| Thomas Henry Carter          | 1889–1891 | Republikaner | 30. Oktober 1854 – 17. September 1911  |
| William Wirt Dixon           | 1891–1893 | Republikaner | 3. Juni 1838 – 13. November 1910       |
| Charles Sampson Hartman      | 1893–1899 | Republikaner | 1. März 1861 – 3. August 1929          |
| Albert James Campbell        | 1899–1901 | Demokrat     | 12. Dezember 1857 – 9. August 1907     |
| Caldwell Edwards             | 1901–1903 | Populist     | 8. Januar 1841 – 23. Juli 1922         |
| Joseph Moore Dixon           | 1903–1907 | Republikaner | 31. Juli 1867 – 22. Mai 1934           |
| Charles Nelson Pray          | 1907–1913 | Republikaner | 6. April 1868 – 12. September 1963     |
| John Morgan Evans            | 1913–1921 | Demokrat     | 7. Januar 1863 – 12. März 1946         |
| Washington Jay McCormick     | 1921–1923 | Republikaner | 4. Januar 1884 – 7. März 1949          |
| John Morgan Evans            | 1923–1933 | Demokrat     | 7. Januar 1863 – 12. März 1946         |
| Joseph Patrick Monaghan      | 1933–1937 | Demokrat     | 26. März 1906 – 4. Juli 1985           |
| Jerry Joseph O’Connell       | 1937–1939 | Demokrat     | 14. Juni 1909 – 16. Januar 1956        |
| Jacob Thorkelson             | 1939–1941 | Republikaner | 24. September 1876 – 20. November 1945 |
| Jeannette Pickering Rankin   | 1941–1943 | Republikaner | 11. Juni 1880 – 18. Mai 1973           |
| Michael Joseph Mansfield     | 1943–1953 | Demokrat     | 16. März 1903 – 5. Oktober 2001        |
| Lee Warren Metcalf           | 1953–1961 | Demokrat     | 28. Januar 1911 – 12. Januar 1978      |
| Arnold Olsen                 | 1961–1971 | Demokrat     | 17. Dezember 1916 – 11. Oktober 1990   |
| Richard Gardner Shoup        | 1971–1975 | Republikaner | 29. November 1923 – 25. November 1995  |
| Max Sieben Baucus            | 1975–1979 | Demokrat     | * 11. Dezember 1941                    |
| John Patrick Williams        | 1979–1997 | Demokrat     | * 30. Oktober 1937                     |
| Richard Hill                 | 1997–2001 | Republikaner | * 30. Dezember 1946                    |
| Dennis R. Rehberg            | 2001–2013 | Republikaner | * 5. Oktober 1955                      |
| Steven Daines                | 2013–2015 | Republikaner | * 20. August 1962                      |
| Ryan Zinke                   | 2015–2017 | Republikaner | * 1. November 1961                     |
| Greg Gianforte               | 2017–2021 | Republikaner | * 17. April 1961                       |
| Matthew Martin Rosendale Sr. | 2021–2023 | Republikaner | * 7. Juli 1960                         |
| Ryan Zinke                   | seit 2023 | Republikaner | * 1. November 1961                     |

### 2. Distrikt
Der zweite Distrikt entsandte von 1913 bis 1993 zwölf Kongressabgeordnete. Zwischen 1993 und 2023 war der Wahlbezirk aufgelöst und Teil des ersten Distrikts. 2023 wurde er wieder neu gebildet.
| Name                                | Amtszeit  | Partei       | Lebensdaten                           |
| ----------------------------------- | --------- | ------------ | ------------------------------------- |
| Tom Stout                           | 1913–1917 | Demokrat     | 20. Mai 1879 – 26. Dezember 1965      |
| Jeannette Pickering Rankin          | 1917–1919 | Republikaner | 11. Juni 1880 – 18. Mai 1973          |
| Carl Wood Riddick                   | 1919–1923 | Republikaner | 25. Februar 1872 – 9. Juli 1960       |
| Scott Leavitt                       | 1923–1933 | Republikaner | 16. Juni 1879 – 19. Oktober 1966      |
| Roy Elmer Ayers                     | 1933–1937 | Demokrat     | 9. November 1882 – 23. Mai 1955       |
| James Francis O’Connor              | 1937–1945 | Demokrat     | 7. Mai 1878 – 15. Januar 1945         |
| Wesley Abner D’Ewart                | 1945–1955 | Republikaner | 1. Oktober 1889 – 2. September 1973   |
| Orvin Benonie Fjare                 | 1955–1957 | Republikaner | 16. April 1918 – 27. Juni 2011        |
| LeRoy Hagen Anderson                | 1957–1961 | Demokrat     | 2. Februar 1906 – 25. September 1991  |
| James Franklin Battin               | 1961–1969 | Republikaner | 13. Februar 1925 – 27. September 1996 |
| John Melcher                        | 1969–1977 | Demokrat     | 6. September 1924 – 12. April 2018    |
| Ronald Charles Marlenee             | 1977–1993 | Republikaner | 8. August 1935 – 26. April 2020       |
| 1993 bis 2023 Teil des 1. Distrikts |           |              |                                       |
| Matthew Martin Rosendale Sr.        | 2023–2025 | Republikaner | * 7. Juli 1960                        |
| Troy Downing                        | seit 2025 | Republikaner | * 4. März 1967                        |